# Thomas Schlag

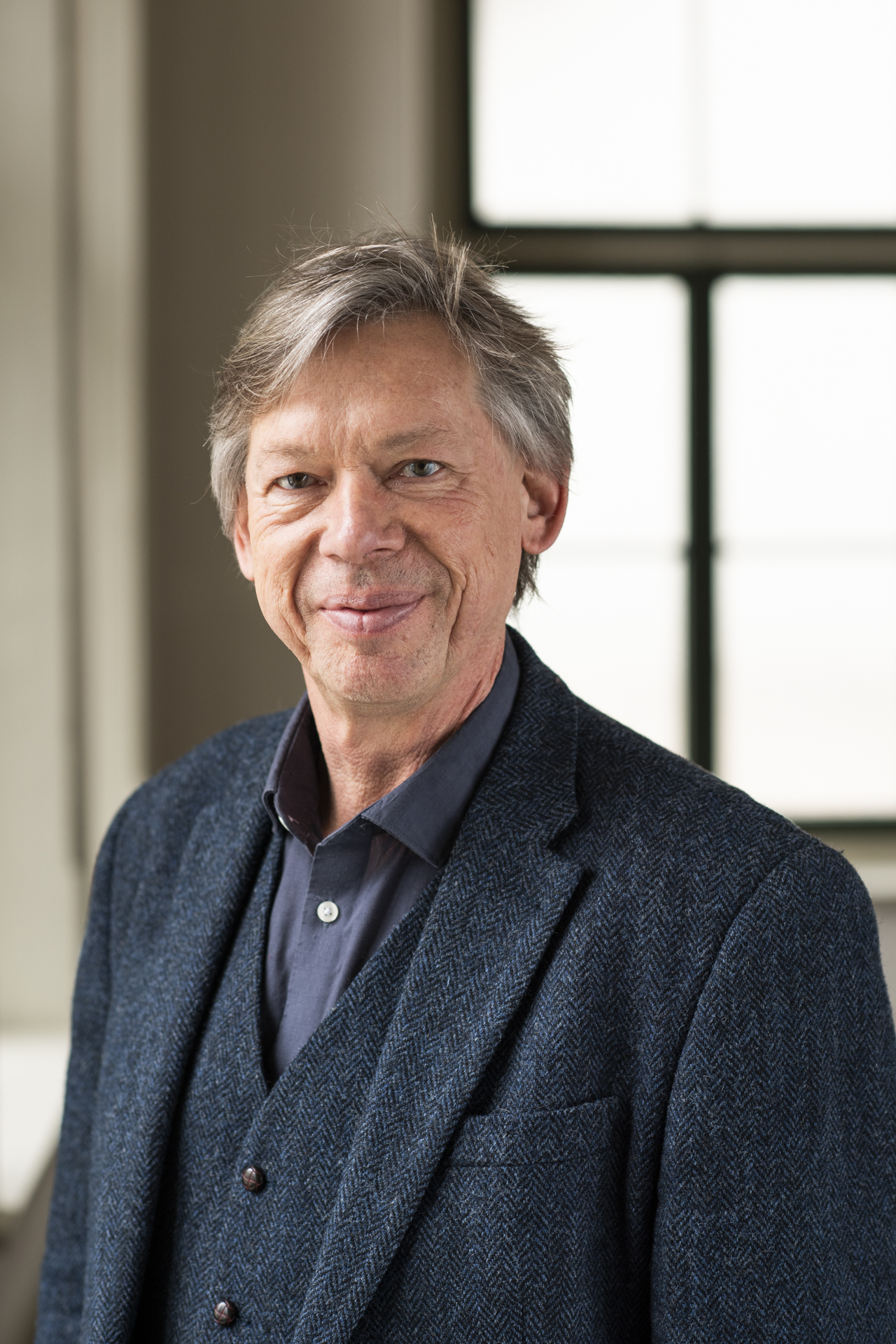
Thomas Schlag, Zürich

Thomas Schlag (* 15. Dezember 1965 in Stuttgart) ist evangelischer Theologe und Professor für Praktische Theologie mit den Schwerpunkten Religionspädagogik, Kirchentheorie und Pastoraltheologie an der Theologischen und Religionswissenschaftlichen Fakultät der Universität Zürich.

## Werdegang
Nach dem Besuch der Evangelischen Seminare Maulbronn und Blaubeuren legte Schlag 1985 das Abitur ab und verbrachte ein kirchlich-soziales Jahr in Cardiff (GB). Von 1986 bis 1993 studierte er Evangelische Theologie und Politikwissenschaften in Tübingen und München. 1993 bis 1996 war er Assistent am Lehrstuhl für Systematische Theologie/Ethik an der Ludwig-Maximilians-Universität München und promovierte bei Trutz Rendtorff mit einer Dissertation über den Praktischen Theologen und Wirtschaftsethiker Martin von Nathusius. 
Nach Vikariatsjahren in Bad Boll und pfarramtlicher Tätigkeit in Mühlacker war er von 2000 bis 2004 Pfarrer und Studienleiter an der Evangelischen Akademie Bad Boll mit Schwerpunkt in der gesellschaftspolitischen Jugendbildung.
Von 2004 bis 2005 wurde Schlag mit einem Habilitationsstipendium der Deutschen Forschungsgemeinschaft (DFG) an der Universität Tübingen gefördert, bis er 2005 eine Assistenzprofessur für Praktische Theologie (Religionspädagogik/Kybernetik) an der Theologischen Fakultät der Universität Zürich antrat, die 2011 in eine Ordentliche Professur umgewandelt wurde.
Er ist Leiter des von ihm im Jahr 2010 mitbegründeten Zentrums für Kirchenentwicklung (ZKE) der Universität Zürich. Seit dem 1. Januar 2021 ist Schlag Direktor der Zürcher Universitären Forschungsschwerpunkts „Digital Religion(s). Communication, Interaction and Transformation in the Digital Society“ (2021–2032).
Er ist Mitherausgeber der Zeitschrift für Theologie und Kirche (ZThK), der Zeitschrift für Pädagogik und Theologie (ZPT), der Theologischen Studien des Theologischen Verlags Zürich, der Göttinger Predigten im Internet (GPI) sowie Bereichsherausgeber des Wissenschaftlich-Religionspädagogischen Lexikons in Internet (WiReLex).

## Forschungsschwerpunkte

### Grundfragen Praktischer Theologie
- Perspektiven „Öffentlicher Theologie“ und „Öffentlicher Kirche“[9] im Spannungsfeld von Kirche, Staat und Zivilgesellschaft
- Praktische Theologie in ethischer und gesellschaftspolitischer Perspektive

### Digitalisierung und theologische Kommunikationspraxis
- Individuelle, kirchliche und (inter)religiöse Praxis in digitalen Lebenswelten[10][11]
- Religiöse Bildung in der digitalen Transformation

### Religionspädagogische Analysen und Interpretationen religiöser Bildungspraxis in Schule und Kirche
- Politische, demokratische, menschenrechtliche und erinnerungsbezogene Horizonte evangelischer Bildung
- Schulischer Religionsunterricht in der Schweiz, Deutschland und im internationalen Vergleich[12]
- Konfirmationsarbeit[13], kirchliche Jugendarbeit und religionspädagogische Angebote auf Primarstufe[14]
- Jugendtheologie[15]
- Interreligiöse Bildung[16]
- Kinderbibeln als Medien evangelischer Erziehung und Bildung

### Kirchen- und Gemeindeentwicklung
- Kirchentheoretische Perspektiven
- Analysen und Interpretationen aktueller kirchlicher Reformdebatten
- Begleitung kirchlicher Reformprozesse

### Pastoraltheologie
- Das Pfarramt als öffentlicher Beruf
- Das Pfarramt im Verhältnis zu weiteren kirchlichen Berufen

## Familie
Thomas Schlag ist verheiratet, zweifacher Vater und lebt in Zürich, CH, und Calw, DE.

## Publikationen (Monographien und Herausgeberschaften)
- gem. m. Nord, I. / Beck, W. / Bünker, A. / Lämmlin, G. / Müller, S. / Pock, J. / Rothgangel, M. (Hg.), Churches Online in Times of Corona. Die CONTOC-Studie: Empirische Einsichten, Interpretationen und Perspektiven. Wiesbaden 2023.
- gem. m. Suhner, J. (Hg.), "…da nutzen wir sie auch: Digitalisierung first – Bedenken second"!? Jugendtheologie und Digitalisierung (Jahrbuch für Kinder- und Jugendtheologie 6), Stuttgart 2023.
- gem. m. Nord, I. (Hg.), Wer hat die Autorität? Evangelische Kirche in der Dynamik neuer Institutionalisierungsformen. Interdisziplinäre Perspektiven und praktisch-theologische Einschätzungen, Leipzig 2022.
- gem. m. Kumlehn, M. / Kunz, R. (Hg.), Dinge zum Sprechen bringen: Performanz der Materialität. Festschrift für Thomas Klie, Berlin/Boston 2022.
- gem. m. Cebulj, C. (Hg.), Zwischen Kreuzfahrt und Klosterküche. Formen kirchlicher Präsenz im Tourismus, Zürich 2021.
- gem. m. Nord, I. (Hg.), Die Kirchen und der Populismus. Interdisziplinäre Recherchen in Gesellschaft, Religion, Medien und Politik, Leipzig 2021.
- gem. m. Klie, T. / Kumlehn, M. / Kunz, R. (Hg.), Machtvergessenheit. Deutungsmachtkonflikte in praktisch-theologischer Perspektive, Berlin/Boston 2021.
- gem. m. Grümme, B. / Ricken, N. (Hg.), Heterogenität. Eine Herausforderung für Religionspädagogik und Erziehungswissenschaft, Stuttgart 2021.
- gem. m. Reis, O. / Roose, H. / Höring, P. (Hg.), "Weil man halt ja nebenbei, so etwas gelernt hat...". Lernortspezifische Jugendtheologie in Schule und Gemeinde (Jahrbuch für Kinder- und Jugendtheologie 4), Stuttgart 2020.
- Internationale Forschungsgruppe REMEMBER, Erinnerung an den Holocaust im Religionsunterricht. Empirische Einblicke und didaktische Impulse, Religionspädagogik innovativ, Stuttgart 2020.
- gem. m. Schröder, B. (Hg.), Praktische Theologie und Religionspädagogik. Systematische, empirische und thematische Verhältnisbestimmungen, Veröffentlichungen der Wissenschaftlichen Gesellschaft für Theologie, Band 60, Leipzig 2020.
- gem. m. Fricke, M. / Langenhorst, G. (Hg.), Jugendbibeln. Konzepte, Konkretionen, religionspädagogische Chancen, Freiburg im Breisgau 2020.
- gem. m. Schlag, T. / Roggenkamp, A. / Büttgen, P. (Hg.), Religion und Philosophie in schulischen Kontexten. Rahmenbedingungen, Profile und Pfadabhängigkeiten des Religions- und Phi-losophieunterrichts in Deutschland, Frankreich, der Schweiz und Griechenland, Studien zur Religiösen Bildung, Band 19, Leipzig 2020.
- gem. m. Suhner, J. / Winter-Pfändler, M., Interreligiöses Lernen am öffentlichen Bildungsort Schule: ein Leitfaden für angehende Lehrpersonen. Zürich, St. Gallen: KIAL: Kompetenzzentrum Interreligiöses Lernen in der Aus- und Weiterbildung von Lehrpersonen 2019.
- gem. m. Simojoki, H., Ilg, W., Schweitzer, F., Zukunftsfähige Konfirmandenarbeit. Empirische Erträge – theologische Orientierungen – Perspektiven für die Praxis, Gütersloh 2018.
- gem. m. Suhner, J., Interreligiöses Lernen im öffentlichen Bildungskontext Schule. Eine theologisch-religionspädagogische Annäherung, Theologische Studien, Band 13, Zürich 2018.
- gem. m. Büttner, G. / Roose, H. (Hg.), "Es ist schwer einzuschätzen, wo man steht." Jugend und Bibel, Jahrbuch für Kinder- und Jugendtheologie, Band 2, Stuttgart 2018.
- gem. m. Büttner, G. / Roose, H. (Hg.), "Was ist für dich der Sinn?" Kommunikation des Evangeliums mit Kindern und Jugendlichen, Jahrbuch für Kinder- und Jugendtheologie, Band 1, Stuttgart 2018.
- gem. m. Nord, I. (Hg.), Renaissance religiöser Wahrheit. Thematisierungen und Deutungen in praktisch-theologischer Perspektive, Leipzig 2017.
- gem. m. Büttgen, Ph. / Roggenkamp, A. (Hg.), Religion und Philosophie. Perspektivische Zugänge zur Lehrer- und Lehrerinnenausbildung in Deutschland, Frankreich und der Schweiz, Leipzig 2017.
- gem. m. Schweitzer, F. / Simojoki, H. / Tervo-Niemelä, K. / Ilg, W. (Hg.), Confirmation, Faith, and Volunteerism. A Longitudinal Study on Protestant Adolescents in the Transition towards Adulthood. European Perspectives, Gütersloh 2017.
- gem. m. Aus der Au, C., Frei glauben. Reformatorische Anstösse zu einer protestantischen Lebenskultur, Göttingen 2017.
- gem. m.  Koch, M. / Maass, C., Konfirmationsarbeit in der Schweiz. Ergebnisse, Interpretationen, Konsequenzen, Zürich 2016.
- gem. m. Grümme, B. (Hg.), Gerechter Religionsunterricht. Religionspädagogische, pädagogische und sozialethische Orientierungen, Religionspädagogik innovativ, Band 11, Stuttgart 2016.
- gem. m. Roebben, B. (Hg.), "Jedes Mal in der Kirche kam ich zum Nachdenken." Jugendliche und Kirche, Jahrbuch für Jugendtheologie, Band 4, Stuttgart 2016.
- gem. m. Rothgangel, M. / Jäggle, M. (Hg.), Religious Education at Schools in Europe. Part 1: Central Europe, Wiener Forum für Theologie und Religionswissenschaft (WFTR), Band 10,1, Göttingen 2016.
- gem. m. Schweitzer, F. / Niemelä, K. / Simojoki, H. (Hg.), Youth, Religion and Confirmation Work in Europe. The Second Study, Konfirmandenarbeit erforschen und gestalten, Band 7, Gütersloh 2015.
- gem. m. Klie, T. / Kumlehn, M. / Kunz, R. (Hg.), Praktische Theologie der Bestattung, Praktische Theologie im Wissenschaftsdiskurs, Band 17, Berlin/München/Boston 2015.
- Aufmerksam predigen. Eine homiletische Grundperspektive, Theologische Studien, Band 8, Zürich 2014.
- gem. m. Rothgangel, M. / Schweitzer, F. (Hg.), Basics of Religious Education, Göttingen 2014.
- gem. m. Dietrich, V.-J., Rothgangel, M. (Hg.), "Dann müsste ja in uns allen ein Stück Paradies stecken." Anthropologie und Jugendtheologie, Jahrbuch für Jugendtheologie, Band 3, Stuttgart 2014.
- gem. m. Simojoki, H. (Hg.), Mensch – Religion – Bildung. Religionspädagogik in anthropologischen Spannungsfeldern, Gütersloh 2014.
- gem. m. Jäggle, M. / Rothgangel, M. (Hg.), Religiöse Bildung an Schulen in Europa. Teil 1: Mitteleuropa, Wiener Forum für Theologie und Religionswissenschaft, Band 5,1, Göttingen 2013.
- gem. m. Kunz, R. (Hg.), Handbuch für Kirchen- und Gemeindeentwicklung, Neukirchen-Vluyn 2014.
- gem. m. Freudenberger-Lötz, P. / Kraft, F. (Hg.), "Wenn man daran noch so glauben kann, ist das gut". Grundlagen und Impulse für eine Jugendtheologie, Jahrbuch für Jugendtheologie, Band 1, Stuttgart 2013.
- gem. m. Aus der Au, Ch. / Kunz, R. / Strub, H. (Hg.), Urbanität und Öffentlichkeit. Kirche im Spannungsfeld gesellschaftlicher Dynamiken, Praktische Theologie im reformierten Kontext, Band 6, Zürich 2013.
- Öffentliche Kirche. Grunddimensionen einer praktisch-theologischen Kirchentheorie, Theologische Studien, Band 5, Zürich 2012.
- gem. m. Schweitzer, F. (Hg.), Jugendtheologie. Grundlagen – Beispiele – kritische Diskussion, Göttingen 2012.
- gem. m. Diethelm, R. / Krieg, M. (Hg.), Evangelisch-reformierte Landeskirche des Kantons Zürich, Lebenswelten. Modelle kirchlicher Zukunft. Band 1: Sinusstudie; Band 2: Orientierungshilfe, Zürich 2012.
- gem. m. Bühler, P. (Hg.), Gerhard Ebeling. Studium der Theologie. Eine enzyklopädische Orientierung, 2. Auflage um ein Nachwort erweitert, Tübingen 2012.
- gem. m. Burrichter, R. / Grümme, B. / Mendl, H. / Pirner, M.L. / Rothgangel, M. (Hg.), Professionell Religion unterrichten. Religionspädagogik innovativ, Band 2, Stuttgart 2012.
- gem. m. Schweitzer, F., Brauchen Jugendliche Theologie? Jugendtheologie als Herausforderung und didaktische Perspektive, Neukirchen-Vluyn 2011.
- gem. m. Pezzoli-Olgiati, D. / Markus, U. (Fotos) (Hg.), Vom Avatar bis zur Zauberei. Religion im Spiel, Zürich 2011.
- gem. m. Schelander, R. (Hg.), Moral und Ethik in Kinderbibeln. Kinderbibelforschung in historischer und religionspädagogischer Perspektive, ARP, Band 46, Göttingen 2011.
- gem. m. Voirol-Sturzenegger, R. (Hg.), Konfirmationsarbeit im Kanton Zürich. Erkenntnisse – Herausforderungen – Perspektiven, Zürich 2010.
- Horizonte demokratischer Bildung. Evangelische Religionspädagogik in politischer Perspektive (Habilitation), Freiburg im Breisgau 2010.
- gem. m. Neuberth, R. / Kunz, R. (Hg.), Konfirmandenunterricht in der pluralistischen Gesellschaft, Zürich 2009.
- gem. m. Anselm, R. / Pezzoli-Olgiati, D. / Schellenberg, A. (Hg.), Auf meine Art. Jugend und Religion in der Schweiz, Zürich 2008.
- gem. m. Klie, T. / Kunz, R. (Hg.), Ästhetik und Ethik. Die öffentliche Bedeutung der Praktischen Theologie. Zürich 2007.
- gem. m. Scherrmann, M. (Hg.), Bevor Vergangenheit vergeht… – Nationalsozialismus und Rechtsextremismus als Herausforderung für den Geschichts- und Politikunterricht, Schwalbach/Ts 2005.
- Martin von Nathusius und die Anfänge protestantischer Wirtschafts- und Sozialethik (Dissertation), Berlin/New York 1998.